# زين العابدين بن الحسين التونسي
الشيخ زين العابدين بن الحسين التونسي (1888-1977م) ولد في مدينة تونس العاصمة، وهاجر إلى دمشق عام 1912م واستقرَّ فيها إلى وفاته، وقضى ما يزيد على ستين عامًا في مجال التربية والتعليم والوعظ والإرشاد.
بدأ بتلقي التعليم الديني والنظامي على يد أخيه العلامة الإمام محمد الخضر حسين، ثم انتسب إلى جامع الزيتونة حيث حصل على شهادة التطويع عام 1912. له ما يقارب 15 كتابًا ألفها في علوم القرآن والحديث واللغة العربية. وأخوه الآخر هو العالم اللغوي محمد المكِّي بن الحسين، وابنه الباحث الأديب والحقوقي علي الرضا الحسيني.

## نسبه
هو الشيخ زين العابدين بن الحسين بن علي بن أحمد بن عمر ابن الموفق بن محمد بن أحمد بن علي بن عثمان بن يوسف بن عمران بن يوسف بن عبد الرحمن بن سليمان بن أحمد بن علي بن أبي القاسم بن علي بن أحمد بن حسن بن سعد بن يحيى بن محمد بن يونس بن لقمان بن علي بن مهدي بن صفوان بن يسار بن موسى بن عيسى بن ادريس الأصغر بن ادريس الأكبر بن عبد الله الكامل بن الحسن المثنى بن الحسن السبط بن فاطمة الزهراء بنت رسول الله صلى الله عليه وسلم. وهذه مأخوذة عن الشجرة الأصلية التي تثبت نسب شقيقه الإمام محمد الخضر حسين.

## طلبه للعلم

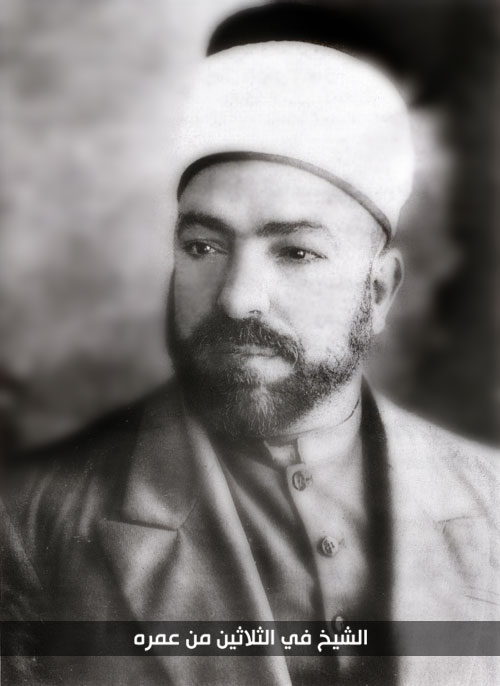
في الثلاثين من عمره

تلقى في بيته العلمي مبادئ القراءة والكتابة، كما أخذ عن والدته السيدة حليمة بنت مصطفى بن عزوز وعن أخيه الإمام محمد الخضر حسين بعض علوم الشريعة، وحفظ أجزاء من القرآن الكريم. وأخذ عن بعض الشيوخ الآخرين العلم حتى انتسب طالبا في جامع الزيتونة، ويسمى بالجامع الأعظم، في أوائل شهر صفر الخير عام 1322هجري. وكان عمره سبعة عشر عام.وحصل على شهادة التطويع في رجب 1329 ه- الموافق جويليه، تموز 1911 م.
وجامع الزيتونة في تونس من الناحية العلمية أشبه ما يكون جامع الأزهر في القاهرة، يقرأ فيه الطالب مدة سبع سنين، ويتحصل على شهادة تسمى «التطويع» تؤهله إلى بعض المناصب العلمية والدينية وكذلك التدريس بالجامع الأعظم. والشيوخ المدرسون في جامع الزيتونة من ثلاث طبقات حسب درجاتهم العلمية، وهناك المدرسون المتطوعون الذين يلقون دروسهم تطوعا دون أجر، ويكون ذلك فاتحة لهم للانخراط في السلك الرسمي للمدرسين.
ويدرّس فيه التفسير والحديث والسير والتوحيد والقراءات والفقه والأصول وآداب الشريعة والنحو والبيان واللغة والأدب وعلم العروض والمنطق والتاريخ. وتدرّس علوم الجغرافيا والحساب والهندسة والهيئة والمساحة في معهد الخلدونية.
ويقوم المدرس باختيار الكتب وأوقات الدروس التي تبدأ بعد صلاة الفجر وحتى صلاة العشاء.
وكانت الهالة المقدسة التي تهيمن على الجامع ومدرسيه وطلابه تجعل من المنتسب إلى تلك الدوحة العلمية علماً مميزاً في تونس. لذا نجد كبار العلماء والمثقفين وقد تخرجوا من الجامع الأعظم.

## شيوخه

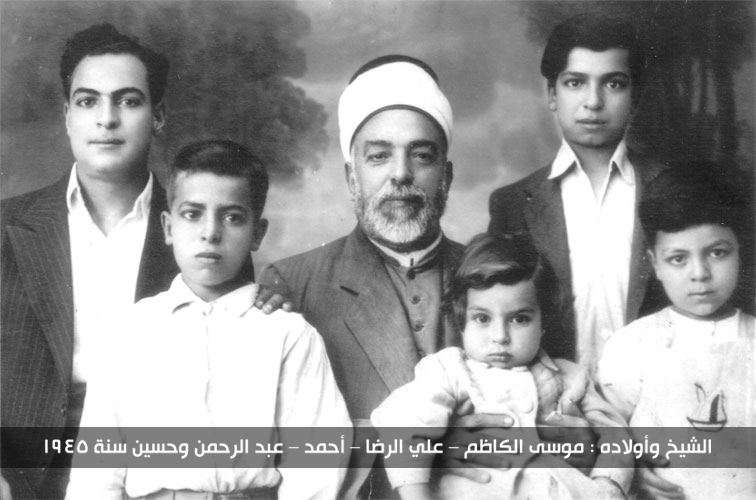
زين العابدين بن الحسين التونسي مع أبنائه

أخذ الشيخ عن كبار الشيوخ المدرسين مع حرص وفهم ومثابرة، كما جاء في شهادات شيوخه ومنهم: الشريف بن سعيد المقراني، وأحمد بن عبد لله، وأحمد جعيط، وأحمد النيفر، والصادق المحرزي، وخليفة بن عروس الشريف، وعثمان بن المكي، والطاهر النيفر، ومصطفى بن الخوجة، ومحمد بن الصادق بن القاضي، وعمر ابن عاشور، وأحمد الحامي، ومحمد الصادق النيفر، وبلحسن النجار، وعبد الرحمن البناني، ومحمد صالح العسلي، وصالح العسلي، وصالح المالقي، والطاهر ابن عاشور، وحسن النيفر، ومحمد بن الخوجة، ومحمد الصادق الزردي.

## سيرته في ميدان التربية والتعليم

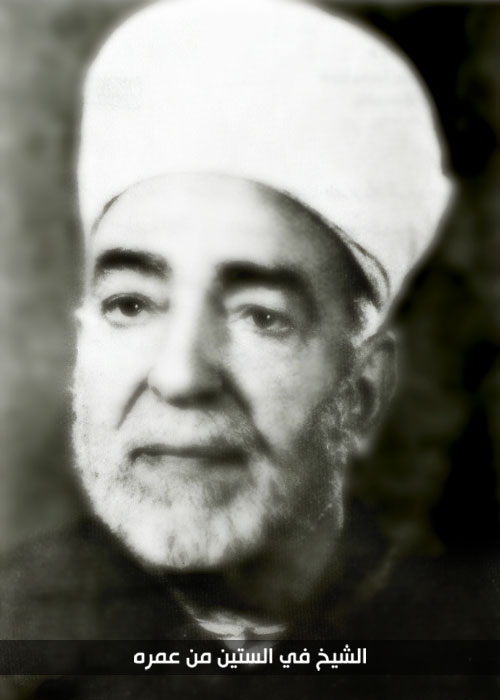
في الستين من عمره

خمس وثلاثون سنة قضاها في ميدان التربية والتعليم ,عمل خلالها في مختلف المدارس الابتدائية والثانوية ودار المعلمين مدرساً للعلوم الإسلامية والعربية, وقد نهج هذا المنهج منذ قدومه مهاجراً إلى دمشق سنة 1930هـ - 1912م. والمدرسة الابتدائية هي أهم مرحلة من مراحل التعليم في حياة الطالب, ففيها يكون عقله في أول نموه وحاجته إلى المعرفة, فإذا غرست فيه الفضائل والأخلاق الحميدة ضربت جذورها في أعماقه, وتشعبت في متاهته, وكانت الأساس التي تبنى عليه حياته العقلية وتكوينه الفكري في المستقبل. لذا حرص الشيخ أن يقضي جلّ سنوات عمره التربوي في المدرسة الابتدائية معلماً, رغم إلحاح إدارة التعليم لينتقل إلى المدارس الثانوية, وقد حاولت الإدارة مرات عديدة تعينه في الصفوف العليا من الدراسة الثانوية, إلا أنه كان يرفض هذا التغيير مع أن شهادة (مدرسة الأدب العليا) في عصره كانت من الشهادات النادرة التي يحصل عليها الطلاب, والتي كانت تؤهل حاملها لأعلى المناصب العلمية.

## سيرته في المسجد
ألقى الشيخ دروساً في مختلف مساجد دمشق, في الجامع الأموي, وجامع باب المصلى, وجامع سيدي صهيب, وجامع منجك، وجامع الخانقية. وكان يدعى في المناسبات لإلقاء الدروس في مساجد المدينة المختلفة وجامع الخانقية بحي الميدان القريب من سكناه, كان مقامه للعبادة في آخر سنين حياته. يصلي فيه الصلوات الخمس باستثناء صلاة الجمعة, وفيه يلقي دروسه ولاسيما بعد صلاة الفجر من أيام شهر رمضان المبارك

## مؤلفاته
قام الشيخ بتاليف ما يقارب العشرين مولفاً بين كتاب ورسالة. منها ما اعيد طباعته أكثر من مرة في مختلف الدول العربية ومنها ما لم يتم طباعته لعدم العثور على نسخة منها بعد وفاته.
من أهم مؤلفات الشيخ:
1. دروس الوعظ والإرشاد: وهو كتاب يضم مجموعة قيمة من المواضيع التي تعنى بالعقيدة والعبادات والأخلاق الإسلامية معدة بحيث تستخدممن قبل الدعاة كخطب أو دروس. أصدر منه الشيخ جزئين فقط وكانت رغبته أن تتوالى الأجزاء ما امتدت به الحياة.
2. الدين والقرآن: سلسلة في دروس الدين لطلاب المدارس الثانوية صدر منها جزءان الأول والثاني خلال عام 1368هـ - 1949م وقد حاول الشيخ تبسيط العبادات بعبارة سهلة مع ايجاز يتناسب مع عقول الناشئة, وذلك وفق منهج وزارة المعارف.
3. القرآن القانون الإلهي: وفيه حرص الشيخ على تعريف القارئ بهذا الكتاب العظيم القرآن بدءاً من نزول عل الرسول الكريم محمد ﷺ ومتبحراً بجزالة لفظه ودقة معانيه واعجازه.
4. المعجم في القرآن: وضعه على طريقة المعاجم الحديثة في اللغة للاستعانة به في معرفة معنى الكلمة التي يجدها القارئ في القرآن الكريم، ويوردها كما جاءت, وحسب الحرف الذي بدئت به, مع الإشارة إلى الإعلام من رجال وبلدان, ويذكر اسم السورة ورقم الآية إلى جانب المعنى.
5. الأربعون الميدانية: كتاب يشرح فيه أربعين حديثاً, والحديث الأول منه (سبعة يظلهم الله في ظله...الحديث). وسماه الشيخ بالأربعين الميدانية نسبة إلى حي الميدان الذي سكنه وتوفي فيه بمدينة دمشق.
6. ذكرى المولد النبوي: رسالة وضعها الشيخ في ذكرى المولد النبوي لتلاوتها في الاحتفالات الدينية, طبعت للمرة الأولى عام 1376هـ -1956م, وأعيد طبعها عدة مرات.
7. المعجم المدرسي: من أجل خدمة القرآن, وضع الشيخ هذا المعجم وعمل عليه سنوات عديدة ليكون رفيق الطالب والكاتب والأديب. وليسهل عليهم مفردات اللغة حفظاً وفهماً واستعمالاً.
8. المعجم في النحو والصرف: يهدف الكتاب إلى التخفيف من الأعباء التي يلقاها الطالب في إعراب الكلمات والجمل من خلال دراسته في مختلف المراحل الدراسية.

## وفاته

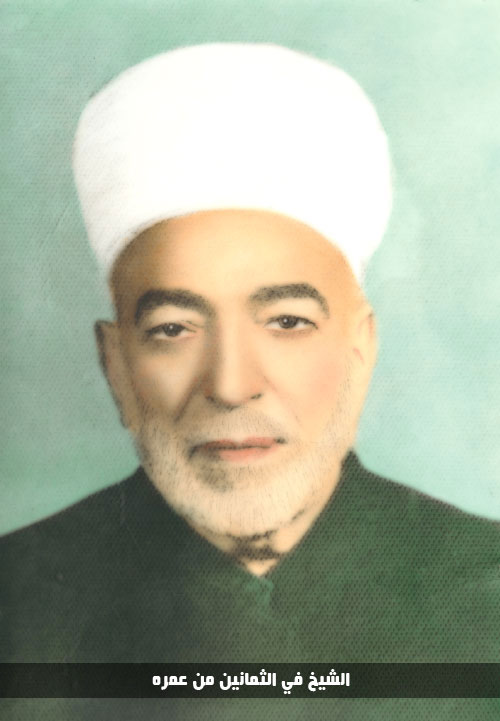
في الثمانين من عمره

توفي الشيخ زين العابدين التونسي بدمشق، يوم الجمعة 23 ذي القَعْدة 1397هـ الموافق 4 نوفمبر (تشرين الثاني) 1977م، ودُفن في مقبرة الباب الصغير – آل البيت.